# Sesamia stictica
Sesamia stictica är en fjärilsart som beskrevs av Emilio Berio 1976/77. Sesamia stictica ingår i släktet Sesamia och familjen nattflyn. Inga underarter finns listade i Catalogue of Life.